# Clasificación al Campeonato Europeo Sub-17 de la UEFA 2017
La Ronda clasificatoria del Campeonato Europeo Sub-17 de la UEFA 2017 será la primera fase del Campeonato Europeo Sub-17 de la UEFA 2017. En esta ronda participarán 52 equipos pertenecientes a la UEFA divididos en 13 grupos de 4 equipos cada uno. En cada uno de los 13 grupos, una selección será elegida anfitriona. Los 13 primeros lugares, junto a los 13 segundos lugares de sus respectivos grupos, clasificarán directamente a la ronda élite, junto con los 5 mejores terceros lugares de los 13 grupos. El torneo comenzó el 16 de septiembre de 2016 y finalizará el 6 de noviembre del mismo año.
El sorteo se realizó el 3 de diciembre de 2015 en Nyon, Suiza.

## Ronde de clasificacióm

### Grupo 1
País anfitrión:  Moldavia
| Equipo               | Pts | PJ | PG | PE | PP | GF | GC | Dif |
| -------------------- | --- | -- | -- | -- | -- | -- | -- | --- |
| Rusia                | 9   | 3  | 3  | 0  | 0  | 8  | 1  | 7   |
| Bosnia y Herzegovina | 6   | 3  | 2  | 0  | 1  | 5  | 2  | 3   |
| Letonia              | 3   | 3  | 1  | 0  | 2  | 2  | 4  | -2  |
| Moldavia             | 0   | 3  | 0  | 0  | 3  | 0  | 8  | -8  |

| 23 de septiembre de 2016, 15:00 (UTC+1) | Bosnia y Herzegovina                                   | 3:0 (1:0) | Letonia | CSR Orhei, Orhei           |                            |
|                                         | Lušņickis 15' (a.g.) · Šikanjić 49' · Veips 62' (a.g.) | Reporte   |         | Árbitro(s): Anders Poulsen | Árbitro(s): Anders Poulsen |

| 23 de septiembre de 2015, 15:00 (UTC+1) | Moldavia | 0:5 (0:2) | Rusia                                                          | Zimbru-2 Stadium, Chișinău |                           |
|                                         |          | Reporte   | Mironov 2' · Ageev 31' 63' · Kolesnichenko 58' · Karapusov 72' | Árbitro(s): Zbyněk Proske  | Árbitro(s): Zbyněk Proske |

| 25 de septiembre de 2016, 15:00 (UTC+1) | Bosnia y Herzegovina | 1:0 (1:0) | Moldavia | Zimbru-2 Stadium, Chișinău  |                             |
|                                         | Omerović 28'         | Reporte   |          | Árbitro(s): Dominik Ouschan | Árbitro(s): Dominik Ouschan |

| 25 de septiembre de 2016, 15:00 (UTC+1) | Rusia            | 1:0 (0:0) | Letonia | CSR Orhei, Orhei           |                            |
|                                         | Kolesnichenko 6' | Reporte   |         | Árbitro(s): Anders Poulsen | Árbitro(s): Anders Poulsen |

| 28 de septiembre de 2016, 15:00 (UTC+1) | Rusia                           | 2:1 (1:0) | Bosnia y Herzegovina | CSR Orhei, Orhei            |                             |
|                                         | Lopatin 13' · Kolesnichenko 49' | Reporte   | Šikanjić 78'         | Árbitro(s): Dominik Ouschan | Árbitro(s): Dominik Ouschan |

| 28 de septiembre de 2016, 15:00 (UTC+1) | Letonia                    | 2:0 (1:0) | Moldavia | Zimbru-2 Stadium, Chișinău |                           |
|                                         | Tālbergs 4' · Toņiševs 79' | Reporte   |          | Árbitro(s): Zbyněk Proske  | Árbitro(s): Zbyněk Proske |

### Grupo 2
País anfitrión:  Andorra
| Equipo     | Pts | PJ | PG | PE | PP | GF | GC | Dif |
| ---------- | --- | -- | -- | -- | -- | -- | -- | --- |
| Irlanda    | 9   | 3  | 3  | 0  | 0  | 9  | 2  | 7   |
| Grecia     | 6   | 3  | 2  | 0  | 1  | 4  | 1  | 3   |
| Kazajistán | 3   | 3  | 1  | 0  | 2  | 3  | 4  | -1  |
| Andorra    | 0   | 3  | 0  | 0  | 3  | 1  | 10 | -9  |

| 15 de octubre de 2016, 11:30 (UTC+0) | Kazajistán | 0:1 (0:0) | Grecia         | Centre d'Entrenament FAF, Andorra la Vieja |                              |
|                                      |            | Reporte   | Tsirigotis 55' | Árbitro(s): Denis Scherbakov               | Árbitro(s): Denis Scherbakov |

| 15 de octubre del 2016, 16:00 (UTC+0) | Irlanda                                                | 5:1 (1:0) | Andorra         | Estadi Comunal, Andorra la Vieja |                           |
|                                       | Roache 37' 55' · Peppard 53' · Idah 62' · Connolly 79' | Reporte   | Torres Vila 78' | Árbitro(s): Alain Durieux        | Árbitro(s): Alain Durieux |

| 17 de octubre de 2016, 11:30 (UTC+0) | Irlanda                              | 3:1 (0:0) | Kazajistán    | Centre d'Entrenament FAF, Andorra la Vieja |                           |
|                                      | Connolly 49' · Idah 54' 80+3' (pen.) | Reporte   | Kairkenov 55' | Árbitro(s): Alain Durieux                  | Árbitro(s): Alain Durieux |

| 17 de octubre de 2016, 16:00 (UTC+0) | Grecia                                          | 3:0 (2:0) | Andorra | Estadi Comunal, Andorra la Vieja |                           |
|                                      | Meliopoulos 8' · Gkargkalatzidis 13' 52' (pen.) | Reporte   |         | Árbitro(s): Tomasz Musial        | Árbitro(s): Tomasz Musial |

| 20 de octubre de 2016, 12:00 (UTC+0) | Grecia | 0:1 (0:1) | Irlanda      | Centre d'Entrenament FAF, Andorra la Vieja |                           |
|                                      |        | Reporte   | Connolly 21' | Árbitro(s): Tomasz Musial                  | Árbitro(s): Tomasz Musial |

| 20 de octubre de 2016, 12:00 (UTC+0) | Andorra | 0:2 (0:2) | Kazajistán                              | Estadi Comunal, Andorra la Vieja |                              |
|                                      |         | Reporte   | Zhakipbayev 16' (pen.) · Seidakhmet 24' | Árbitro(s): Denis Scherbakov     | Árbitro(s): Denis Scherbakov |

### Grupo 3
País anfitrión:  Luxemburgo
| Equipo          | Pts | PJ | PG | PE | PP | GF | GC | Dif |
| --------------- | --- | -- | -- | -- | -- | -- | -- | --- |
| Suiza           | 7   | 3  | 2  | 1  | 0  | 8  | 4  | 4   |
| Islas Feroe     | 4   | 3  | 1  | 1  | 1  | 4  | 5  | -1  |
| República Checa | 4   | 3  | 1  | 1  | 1  | 5  | 5  | 0   |
| Luxemburgo      | 1   | 3  | 0  | 1  | 2  | 3  | 6  | -3  |

| 21 de octubre del 2016, 19:00 (UTC+1) | Suiza                       | 2:1 (0:1) | Luxemburgo  | Stade Émile Mayrisch, Esch-sur-Alzette |                             |
|                                       | Del Campo 60' · Burkart 68' | Reporte   | Delgado 34' | Árbitro(s): Georgios Kommis            | Árbitro(s): Georgios Kommis |

| 21 de octubre del 2016, 19:00 (UTC+1) | Islas Feroe             | 2:0 (1:0) | República Checa | Terrain Poetz, Wiltz              |                                   |
|                                       | Giessing 2' · Løkin 45' | Reporte   |                 | Árbitro(s): Aleksandrs Anufrijevs | Árbitro(s): Aleksandrs Anufrijevs |

| 23 de octubre del 2016, 18:30 (UTC+1) | Suiza                                  | 3:0 (2:0) | Islas Feroe | Stade Jos Haupert, Niederkorn      |                                    |
|                                       | Gonzales 6' · Burkart 29' · Okafor 56' | Reporte   |             | Árbitro(s): Vilhjálmur Þórarinsson | Árbitro(s): Vilhjálmur Þórarinsson |

| 23 de octubre del 2016, 18:30 (UTC+1) | República Checa              | 2:0 (1:0) | Islas Feroe | Terrain Poetz, Wiltz              |                                   |
|                                       | Šilhan 25' · Korac 64' (a.g) | Reporte   |             | Árbitro(s): Aleksandrs Anufrijevs | Árbitro(s): Aleksandrs Anufrijevs |

| 26 de octubre del 2016, 19:00 (UTC+1) | República Checa                      | 3:3 (2:1) | Suiza                                    | Stade Émile Mayrisch, Esch-sur-Alzette |                             |
|                                       | Šilhan 30' 34' (pen.) · Macháček 65' | Reporte   | Gonzales 37' · Burkart 36' · Suter 80+3' | Árbitro(s): Georgios Kommis            | Árbitro(s): Georgios Kommis |

| 26 de octubre del 2016, 19:00 (UTC+1) | Luxemburgo            | 2:2 (0:1) | Islas Feroe        | Stade Jos Haupert, Niederkorn      |                                    |
|                                       | Schaus 66' 73' (pen.) | Reporte   | Jacobsen 40+1' 57' | Árbitro(s): Vilhjálmur Þórarinsson | Árbitro(s): Vilhjálmur Þórarinsson |

### Grupo 4
País anfitrión:  Hungría
| Equipo     | Pts | PJ | PG | PE | PP | GF | GC | Dif |
| ---------- | --- | -- | -- | -- | -- | -- | -- | --- |
| Eslovaquia | 5   | 3  | 1  | 2  | 0  | 6  | 5  | 1   |
| Georgia    | 4   | 3  | 1  | 1  | 1  | 8  | 6  | 2   |
| Rumania    | 4   | 3  | 1  | 1  | 1  | 3  | 5  | -2  |
| Hungría    | 2   | 3  | 0  | 2  | 1  | 4  | 5  | -1  |

| 24 de octubre de 2015, 13:15 (UTC+1) | Hungría     | 1:2 (0:1) | Rumania                 | Globall Football Park, Telki           |                                        |
|                                      | Bévárdi 66' | Reporte   | Craiu 8' · Dragomir 68' | Árbitro(s): Charalambos Kalogeropoulos | Árbitro(s): Charalambos Kalogeropoulos |

| 24 de octubre de 2015, 13:30 (UTC+1) | Georgia                                            | 3:4 (1:1) | Eslovaquia                                            | Városi Stadium, Dabas      |                            |
|                                      | Kavtaradze 10' (pen.) · Ninua 66' · Kharabadze 71' | Reporte   | Gerebenits 22' · Vician 55' · Vaško 59' · Kopas 80+1' | Árbitro(s): Anders Poulsen | Árbitro(s): Anders Poulsen |

| 26 de octubre de 2015, 13:30 (UTC+1) | Hungría          | 1:1 (1:0) | Eslovaquia   | Pancho Arena, Felcsut         |                               |
|                                      | Virág 24' (pen.) | Reporte   | Almási 80+4' | Árbitro(s): Dimitrios Massias | Árbitro(s): Dimitrios Massias |

| 26 de octubre de 2015, 13:30 (UTC+1) | Rumania | 0:3 (0:1) | Georgia                                          | Városi Stadium, Dabas      |                            |
|                                      |         | Reporte   | Spanderashvili 24' · Chakbetadze 44' · Ninua 68' | Árbitro(s): Anders Poulsen | Árbitro(s): Anders Poulsen |

| 29 de octubre de 2015, 13:30 (UTC+1) | Georgia                               | 2:2 (1:1) | Hungría                | Pancho Arena, Felcsut                  |                                        |
|                                      | Kavtaradze 21' · Ozbetelashvili 80+2' | Reporte   | Timári 22' · Virág 44' | Árbitro(s): Charalambos Kalogeropoulos | Árbitro(s): Charalambos Kalogeropoulos |

| 29 de octubre de 2015, 13:30 (UTC+1) | Eslovaquia   | 1:1 (0:1) | Rumania   | Városi Stadium, Dabas         |                               |
|                                      | Almási 80+3' | Reporte   | Craiu 10' | Árbitro(s): Dimitrios Massias | Árbitro(s): Dimitrios Massias |

### Grupo 5
País anfitrión:  Luxemburgo
| Equipo     | Pts | PJ | PG | PE | PP | GF | GC | Dif |
| ---------- | --- | -- | -- | -- | -- | -- | -- | --- |
| Austria    | 7   | 3  | 2  | 1  | 0  | 5  | 2  | 3   |
| Serbia     | 5   | 3  | 1  | 2  | 0  | 7  | 2  | 5   |
| Lituania   | 4   | 3  | 1  | 1  | 1  | 2  | 2  | 0   |
| Luxemburgo | 0   | 3  | 0  | 0  | 3  | 2  | 10 | -8  |

| 24 de octubre de 2015, 16:00 (UTC+1) | Serbia                                                                                         | 6:1 (2:0) | Luxemburgo | Terrain Kuerzwénkel, Consdorf |                             |
|                                      | Petrović 3' · Jovanović 28' · Tomašević 57' · Bosnjak 62' (pen.) · Đorđević 68' · Joveljić 80' | Reporte   | Thill 60'  | Árbitro(s): Tsvetan Krastev   | Árbitro(s): Tsvetan Krastev |

| 24 de octubre de 2015, 16:00 (UTC+1) | Austria                  | 2:0 (0:0) | Lituania | Op Biirk, Mensdorf          |                             |
|                                      | Mathis 59' · Meister 65' | Reporte   |          | Árbitro(s): Orkhan Mammadov | Árbitro(s): Orkhan Mammadov |

| 26 de octubre de 2015, 16:00 (UTC+1) | Serbia | 0:0     | Lituania | Terrain Kuerzwénkel, Consdorf |                           |
|                                      |        | Reporte |          | Árbitro(s): Petur Reinert     | Árbitro(s): Petur Reinert |

| 26 de octubre de 2015, 19:00 (UTC+1) | Luxemburgo | 1:2 (1:1) | Austria                       | Stade rue Henri Dunant, Beggen |                             |
|                                      | Thill 38'  | Reporte   | Riegler 31' · Baumgartner 47' | Árbitro(s): Orkhan Mammadov    | Árbitro(s): Orkhan Mammadov |

| 29 de octubre de 2015, 19:00 (UTC+1) | Austria   | 1:1 (1:1) | Serbia          | Stade rue Henri Dunant, Beggen |                             |
|                                      | Müller 2' | Reporte   | Veselinović 22' | Árbitro(s): Tsvetan Krastev    | Árbitro(s): Tsvetan Krastev |

| 29 de octubre de 2015, 19:00 (UTC+1) | Lituania                         | 2:0 (1:0) | Luxemburgo | Op Biirk, Mensdorf        |                           |
|                                      | Sūnelaitis 37' · Kubilinskas 66' | Reporte   |            | Árbitro(s): Petur Reinert | Árbitro(s): Petur Reinert |

### Grupo 6
País anfitrión:  Letonia
| Equipo  | Pts | PJ | PG | PE | PP | GF | GC | Dif |
| ------- | --- | -- | -- | -- | -- | -- | -- | --- |
| España  | 9   | 3  | 3  | 0  | 0  | 6  | 1  | 5   |
| Polonia | 6   | 3  | 2  | 0  | 1  | 6  | 2  | 4   |
| Letonia | 3   | 3  | 1  | 0  | 2  | 3  | 6  | -3  |
| Andorra | 0   | 3  | 0  | 0  | 3  | 0  | 6  | -6  |

| 25 de octubre de 2015, 12:30 (UTC+2) | España                | 2:0 (2:0) | Andorra | Stadions Arkādija, Riga    |                            |
|                                      | Ruíz 8' · Zabarte 38' | Reporte   |         | Árbitro(s): Petr Ardeleanu | Árbitro(s): Petr Ardeleanu |

| 25 de octubre de 2015, 17:00 (UTC+2) | Polonia                                               | 4:0 (2:0) | Letonia | Stadions Arkādija, Riga       |                               |
|                                      | Macierzyński 23' 67' · Kwietniewski 40+1' · Gajda 70' | Reporte   |         | Árbitro(s): Mohammed Al-Hakim | Árbitro(s): Mohammed Al-Hakim |

| 27 de octubre de 2015, 12:30 (UTC+2) | Polonia          | 1:0 (1:0) | Andorra | Stadions Arkādija, Riga        |                                |
|                                      | Macierzyński 21' | Reporte   |         | Árbitro(s): Zaven Hovhannisyan | Árbitro(s): Zaven Hovhannisyan |

| 27 de octubre de 2015, 17:00 (UTC+2) | Letonia | 0:2 (0:1) | España         | Estadio Skonto, Riga       |                            |
|                                      |         | Reporte   | Mboula 20' 74' | Árbitro(s): Petr Ardeleanu | Árbitro(s): Petr Ardeleanu |

| 30 de octubre de 2015, 17:00 (UTC+2) | España           | 2:1 (1:1) | Polonia      | Stadions Arkādija, Riga       |                               |
|                                      | Morlanes 33' 53' | Reporte   | Szymański 8' | Árbitro(s): Mohammed Al-Hakim | Árbitro(s): Mohammed Al-Hakim |

| 30 de octubre de 2015, 17:00 (UTC+2) | Andorra | 0:3 (0:0) | Letonia                         | Estadio Skonto, Riga           |                                |
|                                      |         | Reporte   | Čebotarjovs 53' 65' · Regža 60' | Árbitro(s): Zaven Hovhannisyan | Árbitro(s): Zaven Hovhannisyan |

### Grupo 7
País anfitrión:  Liechtenstein
| Equipo          | Pts | PJ | PG | PE | PP | GF | GC | Dif |
| --------------- | --- | -- | -- | -- | -- | -- | -- | --- |
| República Checa | 7   | 3  | 2  | 1  | 0  | 15 | 3  | 12  |
| Croacia         | 7   | 3  | 2  | 1  | 0  | 8  | 3  | 5   |
| Liechtenstein   | 3   | 3  | 1  | 0  | 2  | 3  | 6  | -3  |
| Gibraltar       | 0   | 3  | 0  | 0  | 3  | 2  | 16 | -14 |

| 26 de octubre de 2015, 12:00 (UTC+1) | Croacia                                       | 4:1 (2:0) | Gibraltar    | Sportpark Eschen-Mauren, Eschen |                              |
|                                      | Javorcic 2' 80+1' (pen.) · Knežević 11' 80+3' | Reporte   | Espinosa 49' | Árbitro(s): Denis Scherbakov    | Árbitro(s): Denis Scherbakov |

| 26 de octubre de 2015, 15:00 (UTC+1) | República Checa                                     | 4:0 (1:0) | Liechtenstein | Sportpark Eschen-Mauren, Eschen |                           |
|                                      | Růsek 19' · Graiciar 48' · Sadílek 52' · Kubala 63' | Reporte   |               | Árbitro(s): Suren Baliyan       | Árbitro(s): Suren Baliyan |

| 28 de octubre de 2015, 12:00 (UTC+1) | Gibraltar    | 1:9 (1:7) | República Checa                                                                         | Sportplatz Rheinau, Balzers |                           |
|                                      | Valarino 39' | Reporte   | Graiciar 2' 25' 30' · Burda 4' · Sedláček 15' 37' · Zikl 27' · Kubala 74' · Sadílek 77' | Árbitro(s): Suren Baliyan   | Árbitro(s): Suren Baliyan |

| 28 de octubre de 2015, 15:00 (UTC+1) | Croacia               | 2:0 (2:0) | Liechtenstein | Sportplatz Rheinau, Balzers  |                              |
|                                      | Vujčić 15' · Čuže 19' | Reporte   |               | Árbitro(s): Adrian Azzopardi | Árbitro(s): Adrian Azzopardi |

| 31 de octubre de 2015, 15:00 (UTC+1) | República Checa       | 2:2 (0:0) | Croacia                    | Sportplatz Rheinau, Balzers  |                              |
|                                      | Chytil 49' · Beňo 66' | Reporte   | Špikić 55' · Kulenović 70' | Árbitro(s): Denis Scherbakov | Árbitro(s): Denis Scherbakov |

| 31 de octubre de 2015, 15:00 (UTC+1) | Liechtenstein                               | 3:0 (2:0) | Gibraltar | Sportpark Eschen-Mauren, Eschen |                              |
|                                      | Caglar 6' · Graber 35' · Cottrel 65' (a.g.) | Reporte   |           | Árbitro(s): Adrian Azzopardi    | Árbitro(s): Adrian Azzopardi |

### Grupo 8
País anfitrión:  Islandia
| Equipo     | Pts | PJ | PG | PE | PP | GF | GC | Dif |
| ---------- | --- | -- | -- | -- | -- | -- | -- | --- |
| Dinamarca  | 7   | 3  | 2  | 1  | 0  | 6  | 1  | 5   |
| Grecia     | 5   | 3  | 1  | 2  | 0  | 7  | 1  | 6   |
| Islandia   | 4   | 3  | 1  | 1  | 1  | 6  | 3  | 3   |
| Kazajistán | 0   | 3  | 0  | 0  | 3  | 1  | 15 | -14 |

| 22 de septiembre de 2015, 18:00 (UTC+0) | Dinamarca | 0:0     | Grecia | Nettóvöllurinn, Keflavík                           |                                                    |
|                                         |           | Reporte |        | Asistencia: 47 espectadores Árbitro(s): Rob Rogers | Asistencia: 47 espectadores Árbitro(s): Rob Rogers |

| 22 de septiembre de 2015, 18:00 (UTC+0) | Islandia                                                                | 5:0 (4:0) | Kazajistán | Grindavíkurvöllur, Grindavik                             |                                                          |
|                                         | Jonsson 18' 35' · Hauksson 22' · Kristjansson 33' · Andrason 78' (pen.) | Reporte   |            | Asistencia: 100 espectadores Árbitro(s): Laurent Kopriwa | Asistencia: 100 espectadores Árbitro(s): Laurent Kopriwa |

| 24 de septiembre de 2015, 17:00 (UTC+0) | Dinamarca                                         | 4:1 (2:0) | Kazajistán | Kaplakriki, Hafnarfjörður                          |                                                    |
|                                         | Odgaard 1' · Poulsen 25' · Bruus 62' · Jensen 70' | Reporte   | Oral 55'   | Asistencia: 73 espectadores Árbitro(s): Rob Rogers | Asistencia: 73 espectadores Árbitro(s): Rob Rogers |

| 24 de septiembre de 2015, 21:15 (UTC+0) | Grecia          | 1:1 (0:1) | Islandia     | Laugardalsvöllur, Reikiavik                                    |                                                                |
|                                         | Kostanasios 65' | Reporte   | Finnsson 45' | Asistencia: 657 espectadores Árbitro(s): Aleksandrs Anufrijevs | Asistencia: 657 espectadores Árbitro(s): Aleksandrs Anufrijevs |

| 27 de septiembre de 2015, 18:00 (UTC+0) | Islandia | 0:2 (0:0) | Dinamarca              | Nettóvöllurinn, Keflavík                                       |                                                                |
|                                         |          | Reporte   | Bruus 58' · Okkels 79' | Asistencia: 280 espectadores Árbitro(s): Aleksandrs Anufrijevs | Asistencia: 280 espectadores Árbitro(s): Aleksandrs Anufrijevs |

| 27 de septiembre de 2015, 18:00 (UTC+0) | Kazajistán | 0:6 (0:1) | Grecia                                                                             | Grindavíkurvöllur, Grindavik                            |                                                         |
|                                         |            | Reporte   | Tzovaras 5' 68' · Chatzidimpas 53' · Lolos 59' · Xenitidis 65' · Bortay 78' (a.g.) | Asistencia: 21 espectadores Árbitro(s): Laurent Kopriwa | Asistencia: 21 espectadores Árbitro(s): Laurent Kopriwa |

### Grupo 9
País anfitrión:  Portugal
| Equipo     | Pts | PJ | PG | PE | PP | GF | GC | Dif |
| ---------- | --- | -- | -- | -- | -- | -- | -- | --- |
| Inglaterra | 7   | 3  | 2  | 1  | 0  | 14 | 1  | 13  |
| Portugal   | 7   | 3  | 2  | 1  | 0  | 13 | 1  | 12  |
| Armenia    | 1   | 3  | 0  | 1  | 2  | 1  | 13 | -12 |
| San Marino | 1   | 3  | 0  | 1  | 2  | 1  | 14 | -13 |

| 29 de septiembre de 2015, 15:00 (UTC+0) | Inglaterra                                                                                 | 8:0 (5:0) | San Marino | Febres Sports Complex, Febres                             |                                                           |
|                                         | Ennis 6' · Leko 11' · Nelson 16' · Brown 21' · Shashoua 30' 42' · Adeniran 47' · Lewis 49' | Reporte   |            | Asistencia: 700 espectadores Árbitro(s): Dejan Jakimovksi | Asistencia: 700 espectadores Árbitro(s): Dejan Jakimovksi |

| 29 de septiembre de 2015, 17:00 (UTC+0) | Portugal                                                   | 7:0 (3:0) | Armenia | Centro de Treino, Luso                                   |                                                          |
|                                         | Quina 9' 42' · Gomes 39' 68' · Filipe 40+1' 58' · Leão 78' | Reporte   |         | Asistencia: 400 espectadores Árbitro(s): Oleksandr Derdo | Asistencia: 400 espectadores Árbitro(s): Oleksandr Derdo |

| 1 de octubre de 2015, 15:00 (UTC+0) | Inglaterra                                      | 5:0 (2:0) | Armenia | Estádio Municipal Carlos Duarte, Pampilhosa            |                                                        |
|                                     | Dozzell 18' · Nelson 23' 42' 54' · Embleton 75' | Reporte   |         | Asistencia: 60 espectadores Árbitro(s): Alexandru Tean | Asistencia: 60 espectadores Árbitro(s): Alexandru Tean |

| 1 de octubre de 2015, 17:00 (UTC+0) | San Marino | 0:5 (0:2) | Portugal                                                   | Complexo Desportivo da Tocha, Tocha                       |                                                           |
|                                     |            | Reporte   | Luis 8' · Tipote 11' (pen.) · Filipe 61' 80+3' · Gomes 80' | Asistencia: 100 espectadores Árbitro(s): Dejan Jakimovksi | Asistencia: 100 espectadores Árbitro(s): Dejan Jakimovksi |

| 4 de octubre de 2015, 17:00 (UTC+0) | Portugal   | 1:1 (0:1) | Inglaterra   | Estádio Municipal Sérgio Conceição, Coímbra              |                                                          |
|                                     | Filipe 64' | Reporte   | Chalobah 16' | Asistencia: 250 espectadores Árbitro(s): Oleksandr Derdo | Asistencia: 250 espectadores Árbitro(s): Oleksandr Derdo |

| 4 de octubre de 2015, 17:00 (UTC+0) | Armenia         | 1:1 (1:0) | San Marino  | Estádio Municipal Carlos Duarte, Pampilhosa            |                                                        |
|                                     | Harutyunyan 29' | Reporte   | Frisoni 75' | Asistencia: 40 espectadores Árbitro(s): Alexandru Tean | Asistencia: 40 espectadores Árbitro(s): Alexandru Tean |

### Grupo 10
País anfitrión:  Eslovenia
| Equipo      | Pts | PJ | PG | PE | PP | GF | GC | Dif |
| ----------- | --- | -- | -- | -- | -- | -- | -- | --- |
| Bélgica     | 7   | 3  | 2  | 1  | 0  | 6  | 2  | 4   |
| Turquía     | 5   | 3  | 1  | 2  | 0  | 4  | 1  | 3   |
| Eslovenia   | 4   | 3  | 1  | 1  | 1  | 3  | 3  | 0   |
| Islas Feroe | 0   | 3  | 0  | 0  | 3  | 1  | 8  | -7  |

| 24 de septiembre de 2015, 15:00 (UTC+1) | Turquía            | 3:0 (2:0) | Islas Feroe | Stadion Bakovci, Bakovci                                  |                                                           |
|                                         | Yalçın 17' 19' 39' | Reporte   |             | Asistencia: 30 espectadores Árbitro(s): Giorgi Kruashvili | Asistencia: 30 espectadores Árbitro(s): Giorgi Kruashvili |

| 24 de septiembre de 2015, 15:00 (UTC+1) | Bélgica                       | 2:1 (1:0) | Eslovenia | Lendava Sports Park, Lendava                                |                                                             |
|                                         | Vanheusden 2' · Vanhaecke 77' | Reporte   | Čerin 60' | Asistencia: 150 espectadores Árbitro(s): Bryn Markham-Jones | Asistencia: 150 espectadores Árbitro(s): Bryn Markham-Jones |

| 26 de septiembre de 2015, 15:00 (UTC+1) | Turquía | 1:1 (1:0) | Eslovenia   | Lendava Sports Park, Lendava                       |                                                    |
|                                         | Ömür 6' | Reporte   | Celar 80+3' | Asistencia: 150 espectadores Árbitro(s): Jens Maae | Asistencia: 150 espectadores Árbitro(s): Jens Maae |

| 26 de septiembre de 2015, 15:00 (UTC+1) | Islas Feroe   | 1:4 (0:4) | Bélgica                                           | Stadion Bakovci, Bakovci                                  |                                                           |
|                                         | Mortensen 76' | Reporte   | Corryn 19' · Vanhaecke 21' 39' · Ndayishimiye 29' | Asistencia: 20 espectadores Árbitro(s): Giorgi Kruashvili | Asistencia: 20 espectadores Árbitro(s): Giorgi Kruashvili |

| 29 de septiembre de 2015, 15:00 (UTC+1) | Bélgica | 0:0     | Turquía | Lendava Sports Park, Lendava                      |                                                   |
|                                         |         | Reporte |         | Asistencia: 25 espectadores Árbitro(s): Jens Maae | Asistencia: 25 espectadores Árbitro(s): Jens Maae |

| 29 de septiembre de 2015, 15:00 (UTC+1) | Eslovenia | 1:0 (1:0) | Islas Feroe | Stadion Bakovci, Bakovci                                    |                                                             |
|                                         | Kerin 31' | Reporte   |             | Asistencia: 100 espectadores Árbitro(s): Bryn Markham-Jones | Asistencia: 100 espectadores Árbitro(s): Bryn Markham-Jones |

### Grupo 11
País anfitrión:  Israel
| Equipo            | Pts | PJ | PG | PE | PP | GF | GC | Dif |
| ----------------- | --- | -- | -- | -- | -- | -- | -- | --- |
| Francia           | 9   | 3  | 3  | 0  | 0  | 5  | 0  | 5   |
| Israel            | 6   | 3  | 2  | 0  | 1  | 5  | 5  | 0   |
| Irlanda del Norte | 1   | 3  | 0  | 1  | 2  | 2  | 4  | -2  |
| Noruega           | 1   | 3  | 0  | 1  | 2  | 2  | 5  | -3  |

| 20 de octubre de 2015, 14:00 (UTC+2) | Noruega          | 1:3 (0:1) | Israel                            | Grundman Stadium, Ramat Ha Sharon |                           |
|                                      | Borchgrevink 57' | Reporte   | Almog 34' (pen.) 53' · Sarsur 72' | Árbitro(s): Tomasz Musiał         | Árbitro(s): Tomasz Musiał |

| 20 de octubre de 2015, 14:00 (UTC+2) | Francia             | 1:0 (0:0) | Irlanda del Norte | Shefayim National Team Complex, Shefayim |                        |
|                                      | Cuisance 65' (pen.) | Reporte   |                   | Árbitro(s): Fran Jović                   | Árbitro(s): Fran Jović |

| 22 de octubre de 2015, 14:00 (UTC+2) | Noruega    | 1:1 (0:0) | Irlanda del Norte | Shefayim National Team Complex, Shefayim |                           |
|                                      | Agouda 63' | Reporte   | Gallagher 49'     | Árbitro(s): Balázs Farkas                | Árbitro(s): Balázs Farkas |

| 22 de octubre de 2015, 14:00 (UTC+2) | Israel | 0:3 (0:0) | Francia                                  | Grundman Stadium, Ramat Ha Sharon |                           |
|                                      |        | Reporte   | Taha 43' · Guitane 58' · El Mokkedem 67' | Árbitro(s): Tomasz Musiał         | Árbitro(s): Tomasz Musiał |

| 25 de octubre de 2015, 14:00 (UTC+2) | Francia      | 1:0 (0:0) | Noruega | Shefayim National Team Complex, Shefayim |                        |
|                                      | Nguiamba 69' | Reporte   |         | Árbitro(s): Fran Jović                   | Árbitro(s): Fran Jović |

| 25 de octubre de 2015, 14:00 (UTC+2) | Irlanda del Norte | 1:2 (1:2) | Israel                | Grundman Stadium, Ramat Ha Sharon |                           |
|                                      | Browne 36'        | Reporte   | Almog 12' · Nadir 34' | Árbitro(s): Balázs Farkas         | Árbitro(s): Balázs Farkas |

### Grupo 12
País anfitrión:  Bulgaria
| Equipo              | Pts | PJ | PG | PE | PP | GF | GC | Dif |
| ------------------- | --- | -- | -- | -- | -- | -- | -- | --- |
| Italia              | 5   | 3  | 1  | 2  | 0  | 4  | 1  | 3   |
| Bulgaria            | 4   | 3  | 1  | 1  | 1  | 2  | 3  | -1  |
| Escocia             | 4   | 3  | 1  | 1  | 1  | 4  | 3  | 1   |
| Macedonia del Norte | 2   | 3  | 0  | 2  | 1  | 0  | 3  | -3  |

| 21 de octubre de 2015, 15:30 (UTC+2) | Italia                                           | 3:0 (0:0) | Bulgaria | Arena Sozopol, Sozopol   |                          |
|                                      | Scamacca 63' · Pinamonti 67' (pen.) · Gabbia 77' | Reporte   |          | Árbitro(s): Sascha Amhof | Árbitro(s): Sascha Amhof |

| 21 de octubre de 2015, 18:00 (UTC+2) | Escocia                               | 3:0 (2:0) | Macedonia | Estadio Lazur, Burgas              |                                    |
|                                      | Bowers 8' · Morrison 21' · Watson 70' | Reporte   |           | Árbitro(s): Manuel Schuettengruber | Árbitro(s): Manuel Schuettengruber |

| 23 de octubre de 2015, 15:30 (UTC+2) | Italia | 0:0     | Macedonia | Arena Sozopol, Sozopol     |                            |
|                                      |        | Reporte |           | Árbitro(s): Roomer Tarajev | Árbitro(s): Roomer Tarajev |

| 23 de octubre de 2015, 18:00 (UTC+2) | Bulgaria                   | 2:0 (1:0) | Escocia | Estadio Lazur, Burgas    |                          |
|                                      | Kostadinov 24' · Tilev 67' | Reporte   |         | Árbitro(s): Sascha Amhof | Árbitro(s): Sascha Amhof |

| 26 de octubre de 2015, 16:00 (UTC+2) | Escocia   | 1:1 (1:1) | Italia          | Arena Sozopol, Sozopol             |                                    |
|                                      | Duffy 32' | Reporte   | Pinamonti 40+1' | Árbitro(s): Manuel Schuettengruber | Árbitro(s): Manuel Schuettengruber |

| 26 de octubre de 2015, 16:00 (UTC+2) | Macedonia | 0:0     | Bulgaria | Estadio Lazur, Burgas      |                            |
|                                      |           | Reporte |          | Árbitro(s): Roomer Tarajev | Árbitro(s): Roomer Tarajev |

### Grupo 13
País anfitrión:  Moldavia
| Equipo               | Pts | PJ | PG | PE | PP | GF | GC | Dif |
| -------------------- | --- | -- | -- | -- | -- | -- | -- | --- |
| Ucrania              | 7   | 3  | 2  | 1  | 0  | 6  | 1  | 5   |
| Bosnia y Herzegovina | 6   | 3  | 2  | 0  | 1  | 7  | 4  | 3   |
| Estonia              | 3   | 3  | 1  | 0  | 2  | 2  | 4  | -2  |
| Moldavia             | 1   | 3  | 0  | 1  | 2  | 1  | 7  | -6  |

| 26 de octubre de 2015, 14:00 (UTC+2) | Ucrania  | 1:1 (1:1) | Moldavia     | CSR Orhei, Orhei          |                           |
|                                      | Deda 36' | Reporte   | Domaşcan 21' | Árbitro(s): Dennis Antamo | Árbitro(s): Dennis Antamo |

| 26 de octubre de 2015, 14:00 (UTC+2) | Bosnia y Herzegovina   | 2:1 (2:1) | Estonia  | Stadionul CPSM, Vadul lui Voda |                        |
|                                      | Smajić 22' · Dadić 27' | Reporte   | Poom 36' | Árbitro(s): Erez Papir         | Árbitro(s): Erez Papir |

| 28 de octubre de 2015, 14:00 (UTC+2) | Ucrania                        | 2:0 (1:0) | Estonia | Stadionul CPSM, Vadul lui Voda |                           |
|                                      | Popov 4' · Khakhlov 46' (pen.) | Reporte   |         | Árbitro(s): Alain Durieux      | Árbitro(s): Alain Durieux |

| 28 de octubre de 2015, 14:00 (UTC+2) | Moldavia | 0:5 (0:2) | Bosnia y Herzegovina                                         | CSR Orhei, Orhei          |                           |
|                                      |          | Reporte   | Dadić 18' · Perić 25' (pen.) · Veladžić 46' 74' · Smajić 65' | Árbitro(s): Dennis Antamo | Árbitro(s): Dennis Antamo |

| 31 de octubre de 2015, 14:00 (UTC+2) | Bosnia y Herzegovina | 0:3 (0:2) | Ucrania                              | Stadionul CPSM, Vadul lui Voda |                        |
|                                      |                      | Reporte   | Kashchuk 1' · Deda 30' · Kulakov 47' | Árbitro(s): Erez Papir         | Árbitro(s): Erez Papir |

| 31 de octubre de 2015, 14:00 (UTC+2) | Estonia   | 1:0 (1:0) | Moldavia | CSR Orhei, Orhei          |                           |
|                                      | Sorga 16' | Reporte   |          | Árbitro(s): Alain Durieux | Árbitro(s): Alain Durieux |

### Ranking de los terceros puestos
Los cinco mejores tercer puesto de los 13 grupos pasará a la siguiente ronda junto a los 2 mejores de cada grupo. (No incluye el partido de cada 3º clasificado contra el 4º clasificado de cada grupo). Junto a Alemania por obtener el más alto coeficiente de la competencia, conformarán el grupo de las 32 selecciones que participarán en la ronda élite.
| Grp | Equipo            | PJ | PG | PE | PP | GF | GC | DG  | Pts |
| --- | ----------------- | -- | -- | -- | -- | -- | -- | --- | --- |
| 1   | Gales             | 2  | 1  | 0  | 1  | 2  | 2  | 0   | 3   |
| 10  | Eslovenia         | 2  | 0  | 1  | 1  | 2  | 3  | −1  | 1   |
| 3   | Finlandia         | 2  | 0  | 1  | 1  | 1  | 2  | −1  | 1   |
| 8   | Islandia          | 2  | 0  | 1  | 1  | 1  | 3  | −2  | 1   |
| 12  | Escocia           | 2  | 0  | 1  | 1  | 1  | 3  | −2  | 1   |
| 5   | Lituania          | 2  | 0  | 1  | 1  | 0  | 2  | −2  | 1   |
| 4   | Rumania           | 2  | 0  | 1  | 1  | 1  | 4  | −3  | 1   |
| 11  | Irlanda del Norte | 2  | 0  | 0  | 2  | 1  | 3  | −2  | 0   |
| 13  | Estonia           | 2  | 0  | 0  | 2  | 1  | 4  | −3  | 0   |
| 6   | Letonia           | 2  | 0  | 0  | 2  | 0  | 6  | −6  | 0   |
| 7   | Liechtenstein     | 2  | 0  | 0  | 2  | 0  | 6  | −6  | 0   |
| 2   | Chipre            | 2  | 0  | 0  | 2  | 0  | 7  | −7  | 0   |
| 9   | Armenia           | 2  | 0  | 0  | 2  | 0  | 12 | −12 | 0   |

## Ronda Élite
En esta ronda participan 32 equipos y clasifican a la siguiente ronda, los ganadores de los ocho grupos junto a Croacia, por ser el país anfitrión y los 7 mejores segundos en sus resultados ante los primeros y terceros.
El sorteo se realizará el 13 de diciembre de 2016 en Nyon, Suiza.

### Grupo 1
País anfitrión:  Turquía
| Equipo    | Pts | PJ | PG | PE | PP | GF | GC | Dif |
| --------- | --- | -- | -- | -- | -- | -- | -- | --- |
| Alemania  | 9   | 3  | 3  | 0  | 0  | 19 | 4  | 15  |
| Turquía   | 6   | 3  | 2  | 0  | 1  | 11 | 4  | 7   |
| Finlandia | 3   | 3  | 1  | 0  | 2  | 8  | 10 | -2  |
| Armenia   | 0   | 3  | 0  | 0  | 3  | 1  | 21 | -20 |

| 23 de marzo de 2017, 10:00 | Alemania | 10 - 1  | Armenia | Complejo Deportivo Arslan Zeki Demirci - Emir Hotels 2]], Manavgat, Turquía |                        |
|                            |          | Reporte |         | Árbitro(s): [[]], [[]]                                                      | Árbitro(s): [[]], [[]] |

| 23 de marzo de 2017, 13:30 | Finlandia | 1 - 4   | Turquía | Complejo Deportivo Arslan Zeki Demirci - Emir Hotels 1]], Manavgat, Turquía |                        |
|                            |           | Reporte |         | Árbitro(s): [[]], [[]]                                                      | Árbitro(s): [[]], [[]] |

| 25 de marzo de 2017, 10:00 | Alemania | 6 - 2   | Finlandia | Complejo Deportivo Arslan Zeki Demirci - Emir Hotels 2]], Manavgat, Turquía |                        |
|                            |          | Reporte |           | Árbitro(s): [[]], [[]]                                                      | Árbitro(s): [[]], [[]] |

| 25 de marzo de 2017, 13:30 | Turquía | 6 - 0 | Armenia | Complejo Deportivo Arslan Zeki Demirci - Emir Hotels 1]], Manavgat, Turquía |  |
|                            |         |       |         | Árbitro(s): [[]], [[]]                                                      |  |

| 28 de marzo de 2017, 13:30 | Turquía | 1 - 3   | Alemania | Complejo Deportivo Arslan Zeki Demirci - Emir Hotels 1]], Manavgat, Turquía |                        |
|                            |         | Reporte |          | Árbitro(s): [[]], [[]]                                                      | Árbitro(s): [[]], [[]] |

| 28 de marzo de 2017, 13:30 | Armenia | 0 - 5   | Finlandia | Complejo Deportivo Arslan Zeki Demirci - Emir Hotels 2]], Manavgat, Turquía |                        |
|                            |         | Reporte |           | Árbitro(s): [[]], [[]]                                                      | Árbitro(s): [[]], [[]] |

### Grupo 2
País anfitrión:  Hungría
| Equipo  | Pts | PJ | PG | PE | PP | GF | GC | Dif |
| ------- | --- | -- | -- | -- | -- | -- | -- | --- |
| Hungría | 6   | 3  | 2  | 0  | 1  | 3  | 2  | 1   |
| Noruega | 4   | 3  | 1  | 1  | 1  | 5  | 3  | 2   |
| Israel  | 4   | 3  | 1  | 1  | 1  | 1  | 3  | -2  |
| Rusia   | 2   | 3  | 0  | 2  | 1  | 3  | 4  | -1  |

| 21 de marzo de 2017, 14:30 | Rusia | 2 - 2   | Noruega | Estadio Városi, Dabas, Hungría |                        |
|                            |       | Reporte |         | Árbitro(s): [[]], [[]]         | Árbitro(s): [[]], [[]] |

| 21 de marzo de 2017, 15:30 | Hungría | 0 - 1   | Israel | Globall Football Park, Telki, Hungría |                        |
|                            |         | Reporte |        | Árbitro(s): [[]], [[]]                | Árbitro(s): [[]], [[]] |

| 23 de marzo de 2017, 14:30 | Israel | 0 - 3   | Noruega | Estadio Városi, Dabas, Hungría |                        |
|                            |        | Reporte |         | Árbitro(s): [[]], [[]]         | Árbitro(s): [[]], [[]] |

| 23 de marzo de 2017, 15:30 | Rusia | 1 - 2   | Hungría | Hidegkúti Nándor, Budapest, Hungría |                        |
|                            |       | Reporte |         | Árbitro(s): [[]], [[]]              | Árbitro(s): [[]], [[]] |

| 26 de marzo de 2017, 13:00 | Noruega | 0 - 1   | Hungría | Globall Football Park, Telki, Hungría |                        |
|                            |         | Reporte |         | Árbitro(s): [[]], [[]]                | Árbitro(s): [[]], [[]] |

| 26 de marzo de 2017, 13:00 | Israel | 0 - 0   | Rusia | Estadio Városi, Dabas, Hungría |                        |
|                            |        | Reporte |       | Árbitro(s): [[]], [[]]         | Árbitro(s): [[]], [[]] |

### Grupo 3
País anfitrión:  Portugal
| Equipo   | Pts | PJ | PG | PE | PP | GF | GC | Dif |
| -------- | --- | -- | -- | -- | -- | -- | -- | --- |
| España   | 6   | 3  | 2  | 0  | 1  | 5  | 2  | 3   |
| Portugal | 4   | 3  | 1  | 1  | 1  | 7  | 5  | 2   |
| Polonia  | 4   | 3  | 1  | 1  | 1  | 7  | 6  | 1   |
| Grecia   | 3   | 3  | 1  | 0  | 2  | 1  | 7  | -6  |

| 10 de marzo de 2017, 15:00 | España                                  | 3 - 1   | Polonia            | Estadio Municipal, Marinha Grande, Portugal |                        |
|                            | Ruiz 37' · José Alonso 49' · Blanco 79' | Reporte | Jakub Kiwior 80+1' | Árbitro(s): [[]], [[]]                      | Árbitro(s): [[]], [[]] |

| 10 de marzo de 2017, 17:00 | Grecia | 0 - 4   | Portugal                                              | Estadio Municipal, Nazaré, Portugal |                        |
|                            |        | Reporte | Lomba Neto 8' · Camacho 40' · Embaló 63' · Simões 68' | Árbitro(s): [[]], [[]]              | Árbitro(s): [[]], [[]] |

| 12 de marzo de 2017, 15:00 | España | 0 - 1   | Grecia | Estadio Municipal, Rio Maior, Portugal |                        |
|                            |        | Reporte |        | Árbitro(s): [[]], [[]]                 | Árbitro(s): [[]], [[]] |

| 12 de marzo de 2017, 17:00 | Portugal | 3 - 3   | Polonia | Estadio Municipal, Marinha Grande, Portugal |                        |
|                            |          | Reporte |         | Árbitro(s): [[]], [[]]                      | Árbitro(s): [[]], [[]] |

| 15 de marzo de 2017, 15:00 | Polonia | 3 - 1   | Grecia | Estadio Municipal, Marinha Grande, Portugal |                        |
|                            |         | Reporte |        | Árbitro(s): [[]], [[]]                      | Árbitro(s): [[]], [[]] |

| 15 de marzo de 2017, 15:00 | Portugal | 0 - 2   | España | Estadio Municipal, Marinha Grande, Portugal |                        |
|                            |          | Reporte |        | Árbitro(s): [[]], [[]]                      | Árbitro(s): [[]], [[]] |

### Grupo 4
País anfitrión:  Escocia
| Equipo     | Pts | PJ | PG | PE | PP | GF | GC | Dif |
| ---------- | --- | -- | -- | -- | -- | -- | -- | --- |
| Escocia    | 9   | 3  | 3  | 0  | 0  | 8  | 1  | 7   |
| Serbia     | 6   | 3  | 2  | 0  | 1  | 3  | 2  | 1   |
| Suiza      | 3   | 3  | 1  | 0  | 2  | 4  | 4  | 0   |
| Montenegro | 0   | 3  | 0  | 0  | 3  | 2  | 10 | -8  |

| 17 de marzo de 2017, 20:30 | Escocia | 6 - 1   | Montenegro | Cappielow Park, Greenock, Escocia |                        |
|                            |         | Reporte |            | Árbitro(s): [[]], [[]]            | Árbitro(s): [[]], [[]] |

| 17 de marzo de 2017, 20:30 | Serbia | 2 - 1   | Suiza | Strathclyde Homes, Dumbarton, Escocia |                        |
|                            |        | Reporte |       | Árbitro(s): [[]], [[]]                | Árbitro(s): [[]], [[]] |

| 19 de marzo de 2017, 14:00 | Suiza | 3 - 1   | Montenegro | Cappielow Park, Greenock, Escocia |                        |
|                            |       | Reporte |            | Árbitro(s): [[]], [[]]            | Árbitro(s): [[]], [[]] |

| 19 de marzo de 2017, 16:00 | Escocia | 1 - 0   | Serbia | Saint Mirren Park, Paisley, Escocia |                        |
|                            |         | Reporte |        | Árbitro(s): [[]], [[]]              | Árbitro(s): [[]], [[]] |

| 22 de marzo de 2017, 18:00 | Suiza | 0 - 1   | Escocia | Saint Mirren Park, Paisley, Escocia |                        |
|                            |       | Reporte |         | Árbitro(s): [[]], [[]]              | Árbitro(s): [[]], [[]] |

| 22 de marzo de 2017, 18:00 | Montenegro | 0 - 1   | Serbia | Strathclyde Homes, Dumbarton, Escocia |                        |
|                            |            | Reporte |        | Árbitro(s): [[]], [[]]                | Árbitro(s): [[]], [[]] |

### Grupo 5
País anfitrión:  Países Bajos
| Equipo       | Pts | PJ | PG | PE | PP | GF | GC | Dif |
| ------------ | --- | -- | -- | -- | -- | -- | -- | --- |
| Países Bajos | 9   | 3  | 3  | 0  | 0  | 7  | 3  | 4   |
| Italia       | 6   | 3  | 2  | 0  | 1  | 5  | 2  | 3   |
| Bielorrusia  | 3   | 3  | 1  | 0  | 2  | 4  | 6  | -2  |
| Bélgica      | 0   | 3  | 0  | 0  | 3  | 1  | 5  | -4  |

| 14 de marzo de 2017, 16:00 | Países Bajos | 2 - 0   | Bélgica | Sportpark Parkzicht, Uden, Países Bajos |                        |
|                            |              | Reporte |         | Árbitro(s): [[]], [[]]                  | Árbitro(s): [[]], [[]] |

| 14 de marzo de 2017, 19:00 | Bielorrusia | 0 - 3   | Italia | Sportpark Zuid, Groesbeek, Países Bajos |                        |
|                            |             | Reporte |        | Árbitro(s): [[]], [[]]                  | Árbitro(s): [[]], [[]] |

| 16 de marzo de 2017, 18:00 | Países Bajos | 3 - 2   | Bielorrusia | Sportpark Parkzicht, Uden, Países Bajos |                        |
|                            |              | Reporte |             | Árbitro(s): [[]], [[]]                  | Árbitro(s): [[]], [[]] |

| 16 de marzo de 2017, 18:00 | Italia | 1 - 0   | Bélgica | Sportpark Zuid, Groesbeek, Países Bajos |                        |
|                            |        | Reporte |         | Árbitro(s): [[]], [[]]                  | Árbitro(s): [[]], [[]] |

| 19 de marzo de 2017, 15:00 | Bélgica | 1 - 2   | Bielorrusia | Sportpark Parkzicht, Uden, Países Bajos |                        |
|                            |         | Reporte |             | Árbitro(s): [[]], [[]]                  | Árbitro(s): [[]], [[]] |

| 19 de marzo de 2017, 15:00 | Italia | 1 - 2   | Países Bajos | Sportpark Zuid, Groesbeek, Países Bajos |                        |
|                            |        | Reporte |              | Árbitro(s): [[]], [[]]                  | Árbitro(s): [[]], [[]] |

### Grupo 6
País anfitrión:  Austria
| Equipo  | Pts | PJ | PG | PE | PP | GF | GC | Dif |
| ------- | --- | -- | -- | -- | -- | -- | -- | --- |
| Francia | 7   | 3  | 2  | 1  | 0  | 6  | 2  | 4   |
| Ucrania | 6   | 3  | 2  | 0  | 1  | 5  | 5  | 0   |
| Austria | 4   | 3  | 1  | 1  | 1  | 5  | 4  | 1   |
| Suecia  | 0   | 3  | 0  | 0  | 3  | 2  | 7  | -5  |

| 23 de marzo de 2017, 11:00 | Suecia | 1 - 2   | Ucrania | Sparkassenstadion Gleisdorf, Gleisdorf, Austria |                        |
|                            |        | Reporte |         | Árbitro(s): [[]], [[]]                          | Árbitro(s): [[]], [[]] |

| 23 de marzo de 2017, 18:00 | Austria | 1 - 1   | Francia | Estadio SV Rohrbach, Rohrbach an der Lafnitz, Austria |                        |
|                            |         | Reporte |         | Árbitro(s): [[]], [[]]                                | Árbitro(s): [[]], [[]] |

| 25 de marzo de 2017, 11:00 | Francia | 3 - 1   | Ucrania | Estadio Thermen, Bad Waltersdorf, Austria |                        |
|                            |         | Reporte |         | Árbitro(s): [[]], [[]]                    | Árbitro(s): [[]], [[]] |

| 25 de marzo de 2017, 15:30 | Suecia | 1 - 3   | Austria | Estadio SV Rohrbach, Rohrbach an der Lafnitz, Austria |                        |
|                            |        | Reporte |         | Árbitro(s): [[]], [[]]                                | Árbitro(s): [[]], [[]] |

| 28 de marzo de 2017, 17:00 | Francia | 2 - 0   | Suecia | Sparkassenstadion Gleisdorf, Gleisdorf, Austria |                        |
|                            |         | Reporte |        | Árbitro(s): [[]], [[]]                          | Árbitro(s): [[]], [[]] |

| 28 de marzo de 2017, 17:00 | Ucrania | 2 - 1   | Austria | Estadio Thermen, Bad Waltersdorf, Austria |                        |
|                            |         | Reporte |         | Árbitro(s): [[]], [[]]                    | Árbitro(s): [[]], [[]] |

### Grupo 7
País anfitrión:  Bosnia y Herzegovina
| Equipo               | Pts | PJ | PG | PE | PP | GF | GC | Dif |
| -------------------- | --- | -- | -- | -- | -- | -- | -- | --- |
| Inglaterra           | 9   | 3  | 3  | 0  | 0  | 10 | 3  | 7   |
| Bosnia y Herzegovina | 4   | 3  | 1  | 1  | 1  | 2  | 2  | 0   |
| Eslovenia            | 2   | 3  | 0  | 2  | 1  | 2  | 6  | -4  |
| República Checa      | 1   | 3  | 0  | 1  | 2  | 6  | 9  | -3  |

| 23 de marzo de 2017, 15:00 | Inglaterra | 5 - 3   | República Checa | Estadio Gradski, Bijeljina, Bosnia-Herzegovina |                        |
|                            |            | Reporte |                 | Árbitro(s): [[]], [[]]                         | Árbitro(s): [[]], [[]] |

| 23 de marzo de 2017, 15:00 | Eslovenia | 0 - 0   | Bosnia-Herzegovina | Estadio Etno Selo Stanisići, Bijeljina, Bosnia-Herzegovina |                        |
|                            |           | Reporte |                    | Árbitro(s): [[]], [[]]                                     | Árbitro(s): [[]], [[]] |

| 25 de marzo de 2017, 15:00 | Bosnia-Herzegovina | 2 - 1   | República Checa | Estadio Etno Selo Stanisići, Bijeljina, Bosnia-Herzegovina |                        |
|                            |                    | Reporte |                 | Árbitro(s): [[]], [[]]                                     | Árbitro(s): [[]], [[]] |

| 25 de marzo de 2017, 15:00 | Inglaterra | 4 - 0   | Eslovenia | Estadio Gradski, Bijeljina, Bosnia-Herzegovina |                        |
|                            |            | Reporte |           | Árbitro(s): [[]], [[]]                         | Árbitro(s): [[]], [[]] |

| 28 de marzo de 2017, 15:00 | Bosnia-Herzegovina | 0 - 1   | Inglaterra | Estadio Gradski, Bijeljina, Bosnia-Herzegovina |                        |
|                            |                    | Reporte |            | Árbitro(s): [[]], [[]]                         | Árbitro(s): [[]], [[]] |

| 28 de marzo de 2017, 17:00 | República Checa | 2 - 2   | Eslovenia | Estadio Etno Selo Stanisići, Bijeljina, Bosnia-Herzegovina |                        |
|                            |                 | Reporte |           | Árbitro(s): [[]], [[]]                                     | Árbitro(s): [[]], [[]] |

### Grupo 8
País anfitrión:  Chipre
| Equipo      | Pts | PJ | PG | PE | PP | GF | GC | Dif |
| ----------- | --- | -- | -- | -- | -- | -- | -- | --- |
| Irlanda     | 9   | 3  | 3  | 0  | 0  | 7  | 0  | 7   |
| Islas Feroe | 4   | 3  | 1  | 1  | 1  | 2  | 5  | -3  |
| Eslovaquia  | 3   | 3  | 1  | 0  | 2  | 3  | 4  | -1  |
| Chipre      | 1   | 3  | 0  | 1  | 2  | 1  | 3  | -2  |

| 15 de marzo de 2017, 14:15 | Irlanda | 4 - 0   | Islas Feroe | Estadio Paphiakos, Paphos, Chipre |                        |
|                            |         | Reporte |             | Árbitro(s): [[]], [[]]            | Árbitro(s): [[]], [[]] |

| 15 de marzo de 2017, 14:15 | Eslovaquia | 2 - 1   | Chipre | Kouklia Community Stadium, Paphos, Chipre |                        |
|                            |            | Reporte |        | Árbitro(s): [[]], [[]]                    | Árbitro(s): [[]], [[]] |

| 17 de marzo de 2017, 14:15 | Irlanda | 1 - 0   | Eslovaquia | Estadio Paphiakos, Paphos, Chipre |                        |
|                            |         | Reporte |            | Árbitro(s): [[]], [[]]            | Árbitro(s): [[]], [[]] |

| 17 de marzo de 2017, 14:15 | Chipre | 0 - 0   | Islas Feroe | Kouklia Community Stadium, Paphos, Chipre |                        |
|                            |        | Reporte |             | Árbitro(s): [[]], [[]]                    | Árbitro(s): [[]], [[]] |

| 20 de marzo de 2017, 14:00 | Islas Feroe | 2 - 1   | Eslovaquia | Estadio Paphiakos, Paphos, Chipre |                        |
|                            |             | Reporte |            | Árbitro(s): [[]], [[]]            | Árbitro(s): [[]], [[]] |

| 20 de marzo de 2017, 14:00 | Chipre | 0 - 2   | Irlanda | Kouklia Community Stadium, Paphos, Chipre |                        |
|                            |        | Reporte |         | Árbitro(s): [[]], [[]]                    | Árbitro(s): [[]], [[]] |

### Ranking de los segundos puestos
Los 7 mejores segundos lugares de los 8 grupos pasarán a la siguiente ronda junto a los ganadores de cada grupo. (No incluye el partido de cada 2º clasificado contra el 4º clasificado de cada grupo).
| Grp | Equipo               | PJ | PG | PE | PP | GF | GC | DG | Pts |
| --- | -------------------- | -- | -- | -- | -- | -- | -- | -- | --- |
| 5   | Italia               | 2  | 1  | 0  | 1  | 4  | 4  | 2  | 3   |
| 2   | Noruega              | 2  | 1  | 0  | 1  | 3  | 1  | 2  | 3   |
| 1   | Turquía              | 2  | 1  | 0  | 1  | 5  | 4  | 1  | 3   |
| 4   | Serbia               | 2  | 1  | 0  | 1  | 2  | 2  | 0  | 3   |
| 6   | Ucrania              | 2  | 1  | 0  | 1  | 3  | 4  | -1 | 3   |
| 8   | Islas Feroe          | 2  | 1  | 0  | 1  | 2  | 5  | -3 | 3   |
| 7   | Bosnia y Herzegovina | 2  | 0  | 1  | 1  | 0  | 1  | -1 | 1   |
| 3   | Portugal             | 2  | 0  | 1  | 1  | 3  | 5  | -2 | 1   |